# Леба (река)
Ле́ба (пол. Łeba, нем. Leba) — река в Средней Померании, Польша, исток около деревни Божестово, неподалёку от города Картузы, впадает в Балтийское море возле города Леба. Длина Лебы составляет 117 км, площадь водосборного бассейна — 1801 км², протекает через Кашубский озёрный край, Долину Ребы-Лебы и Словиньское побережье. Пересекает Лебское озеро.

## Описание
Исток находится возле деревни Божестово, неподалёку от города Картузы. По дороге река пересекает ряд озёр — Долгое, Большое, Ресковское, Сяновское и Лебское. Впадает в Балтийское море возле города Леба.
От Сяновского озера до устья используется для сплава на каяках.
Притоки: Бялогардский ручей, Харбровский ручей, Хельст, Дембница, Йезёрненский ручей, Йезувский ручей, Кисевский ручей, Лебский канал, Мельницкий канал, Окалица, Северо-Лебский канал, Погожелица, Жечинка, Ситница, Б Стрепч, Кожичковский ручей, Кремпковицкий ручей, Мираховский ручей, Венгожа.
Основные населённые пункты на Лебе:
- Мехуцино[пол.]
- Щяново
- Станишево[пол.]
- Милошево[пол.]
- Божеполе Вельке[пол.]
- Ленчице[пол.]
- Лемборк
- Леба

## Качество воды
Согласно данным Инспекции охраны окружающей среды, через Лебу в Балтийское море выбрасываются тяжёлые металлы, количество которых в 2012 году составило: 3,3 тонны цинка, 0,9 тонны меди, 0,9 тонны олова, около 100 кг кадмия, 0,4 тонны хрома и 0,9 тонны никеля.

## История
В XII веке нижняя часть Лебы обозначала восточную границу Слупско-Славинской земли, управляемой померанским (Грифичи) князем Ратибором I и его наследниками, тогда как территории вокруг кастелянства в Бялогарде являлись владениями померельского князя Собеслава I из династии Собеславичей. После возвращения Польшей Померелии в 1294 году, Леба стала границей между польской частью Померании и Герцогством Померания. С 1308 года, после Захвата Данцига Тевтонским орденом и заключения Сольдинского перемирия (в Мыслибуже), река формировала западную границу орденской Померелии с Герцогством Померания, до 1466 года, когда Польша вновь вернула себе Померелию. С этого времени устье Лебы на балтийском берегу были самой северо-восточной точкой Священной Римской империи, до её исчезновения в 1806 году. Оставшиеся померельские земли Лауэнбург и Бютов (Лемборк и Бытув), стали частью земель Польской Короны после заключения Второго Торуньского мира.
После I мировой войны река на польской стороне границы в верхнем течении носила название Łeba, тогда как на немецкой стороны границы, в среднем и нижнем течении, название Leba. В межвоенное двадцатилетие на участке Лебы между деревнями Тлучево и Парашино была установлена граница между II Речью Посполитой и Веймарской республикой.
В 1948 году было установлено официальное название Łeba для среднего и нижнего течения реки, вместо установленного нацистами названия Leba Fluss.
В 1920—1930 годах, нижний сток реки, от Лемборка, до устья у озера Лебского, был урегулирован, посредством спрямления бега реки и выкапывания участков, ровняющих русло реки, что привело к появлению ряда стариц. Наиболее крупным отрезанным участком реки стали окрестности деревни Гожино, участок Старая Леба - Гожино и старое устье Лебы в Лебское озеро, так называемая Старая Леба, с правой стороны современного устья около деревни Гачь.

## Охрана природы
В устье реки Леба в полукруге, установленном с радиусом 500 м в море с восточного верха устья до входа в Лебский порт, была создана система постоянной защиты и действует запрет на вылов морских обитателей.
В границах порта Леба была установлена периодическая защитная система, направленная на охрану нереста проходной формы морской форели и атлантического лосося, который проходит с 15 сентября по 31 декабря каждого года. Лимит был введен и для любителей спортивной рыбалки, включая запрет применения спиннинга в воде возле порта.
Верховья реки защищены системой охраны окружающей среды Натура 2000, организовавшей охранный участок «Верхняя долина Лебы».